# 김정근 (1916년)
김정근(金正根, 1916년 5월 12일 상주 ~ 1995년 2월 26일)은 대한민국의 공무원, 정치인이다. 제4·6대 국회의원을 지냈다.

## 경력
- 중앙고등보통학교 졸업
- 일본 메이지 대학 법학부 졸업
- 고령군수
- 문경군수
- 석송산업(주) 사장
- 제4·6대 국회의원

## 역대 선거 결과
|  | 43.62% |

|  | 35.49% |